# Carlos Pereyra Boldrini
Carlos Alberto Pereyra Boldrini (Ciudad de México, 7 de agosto de 1940 - 4 de junio de 1988) fue un filósofo, analista político, militante de izquierda y profesor de filosofía en la Universidad Nacional Autónoma de México (UNAM).

## Biografía
Carlos Pereyra nace en la Ciudad de México en 1940, en el seno de una familia de origen argentino y partidarios de izquierda. Después de estudiar economía y luego filosofía en la Facultad de Filosofía y Letras de la UNAM se gradúa, en julio de 1969, con la tesis “Notas para el análisis de la ontología marxista”. Ya graduado, desarrolla una intensa carrera docente en la UNAM, primero como profesor adjunto de Ética en la Escuela Nacional Preparatoria, y más tarde en el Colegio de Filosofía de la Facultad de Filosofía y Letras como profesor de la materias Historia de la filosofía: de Kant a Hegel, Ontología, Filosofía de la historia y Filosofía política. Posteriormente, en enero de 1982, recibe el grado de maestro en filosofía por su tesis “El sujeto de la historia”.

Como militante, forma parte del Partido Comunista Mexicano y más adelante de la Liga Comunista Espartaco; se acerca a la Corriente Democrática del Sindicato de Electricistas (el SUTERM) y publica numerosos artículos en la revista del sindicato, Solidaridad. Miembro fundador del Movimiento de Acción Popular (MAP), grupo que reunía a dirigentes sindicales y de los movimientos universitarios, y que en 1981, se integraría al Partido Socialista Unificado de México (PSUM); más tarde se adhiere al Partido Mexicano Socialista (PMS).

Pereyra fue un agudo analista político que escribió artículos en distintos periódicos sindicales y partidistas, así como en algunos de los más importantes diarios nacionales, como Novedades, Excélsior, Unomásuno, La Jornada, y en revistas como La cultura en México (suplemento de Siempre!), Cuadernos Políticos, Proceso o Nexos.

Pereyra publicó tres libros en vida: Política y violencia (1973), Configuraciones: teoría e historia (1979) y El sujeto de la historia (1984). En 1980 publicó, como coordinador y articulista principal, el libro Historia ¿para qué?, en donde aparece un ensayo del mismo nombre escrito por él. En dicha obra intervinieron como coautores Luis Villoro, Luis González, José Joaquín Blanco, Enrique Florescano, Arnaldo Córdova, Héctor Aguilar Camín, Carlos Monsiváis, Adolfo Gilly y Guillermo Bonfil Batalla.  Tras su muerte, se publicó Sobre la democracia (1990), que recoge sus artículos sobre teoría de la democracia. En 2010 se publicó una recopilación de todos sus ensayos filosóficos con el título Filosofía, historia y política. Ensayos filosóficos (1974-1988)

Tras su muerte, en 1988, la Universidad Autónoma Metropolitana le reconoce como Doctor Honoris Causa post mortem.

## Filosofía
Pereyra se forma en las filosofías marxista y existencialista de los años 60, pero su pensamiento evoluciona influido por al marxismo de Louis Althusser y de Antonio Gramsci. Su obra filosófica se centra en la filosofía de la historia y la filosofía política. En la primera, escribe distintos artículos sobre la causalidad y la explicación en la historia, el determinismo histórico, el individualismo metodológico, y participa en una disputa sobre la naturaleza del materialismo a partir de un artículo de C. Ulises Moulines. Aunque desarrolló su pensamiento dentro del contexto de la filosofía marxista, siempre tomó una posición crítica, en particular, criticó el reduccionismo economicista y sociologista de la teoría marxista, que llevaba a una incomprensión de la especificidad del ámbito político. Para ello se sirvió del concepto de la complejidad del todo social, de origen althusseriano. Por otro lado, criticó a la teoría marxista de la historia su voluntarismo y su visión dicotómica de condiciones objetivas y subjetivas. Según esta visión, el problema de la política residía en que una vanguardia organizada prendiera la chispa de la revolución socialista habiendo creado las condiciones objetivas para ello. Buena parte de su pensamiento se centró en un análisis de la noción del “sujeto de la historia”. Pereyra critica la idea de que hay una subjetividad que va creando los procesos históricos: “La idea de que los hombres hacen la historia y la creencia de que hay un sujeto separado de la objetividad histórico-social, constituyen uno de los principales obstáculos teóricos para avanzar hacia la construcción de un aparato conceptual capaz de explicar con mayor consistencia el proceso histórico.” Pereyra ve la historia como un “proceso sin sujeto”.

Hacia los últimos años de su vida, Pereyra centra su investigación en la filosofía política y busca propuestas teóricas diferentes al marxismo que lo ayuden a entender mejor la historia y la política. Así, analiza distintos elementos de las teorías de John Rawls, Jürgen Habermas, Karl-Otto Apel, C.B. Macpherson y del marxismo analítico.

Su pensamiento está marcado por el tránsito de una concepción revolucionaria del cambio social a una idea de transformación democrática de la sociedad. En varios ensayos desarrolla los elementos de una teoría de la democracia, que parta de los presupuestos de que esta es siempre política, formal y representativa.

Sus artículos sobre el tema de la democracia están recogidos en el libro Sobre la democracia (1990). El resto de su obra filosófica se encuentra en Filosofía, historia y política (2010).

## Obras
- Política y violencia, Fondo de Cultura Económica, México, 1974.
- Configuraciones: teoría e historia, Edicol, México, 1979.
- Historia ¿para qué?, compilación de Carlos Pereyra, Siglo XXI, México, 1980.
- El sujeto de la historia, Alianza Editorial, Madrid, 1984.
- Praxis y filosofía: Ensayos en homenaje a Adolfo Sánchez Vázquez, compilación de Juliana González, Carlos Pereyra y Gabriel Vargas Lozano, Grijalbo, México, 1985.
- Sobre la democracia, edición de Luis Salazar, Cal y Arena, México, 1990.
- Filosofía, historia y política. Ensayos filosóficos (1974-1988), edición de Gustavo Ortiz Millán y Corina de Yturbe, FCE-UNAM, México, 2010.

## Sobre la obra de Carlos Pereyra
- Rolando Cordera, "Democracia, equidad y desarrollo: Sostenía Pereyra", Regreso al Planeta Pereyra, Nexos, no. 366, junio de 2008.
- Carlos Illades, "La inteligencia rebelde. La izquierda en el debate público en México, 1968-1989", Océano, México, 2012.
- Gilberto Magaña Hernández, La opinión de Carlos Pereyra Boldrini en la prensa: presencia y sentido a partir de una muestra, Tesis de maestría, ITESO, Guadalajara, 2006.
- Carlos Monsiváis, “Carlos Pereyra y la cultura de la izquierda mexicana”, en Cuadernos Políticos, 54-55, mayo-diciembre de 1988.
- Luis Ángel Ortiz Palacios, Teoría y política en la obra de Carlos Pereyra, UNAM-Plaza y Valdés, México, 2001.
- Ludolfo Paramio, “Carlos Pereyra”, en Cuadernos Políticos, 54-55, mayo-diciembre de 1988.
- Luis Salazar, “La lección”, Regreso al Planeta Pereyra, Nexos, no. 366, junio de 2008.
- Adolfo Sánchez Rebolledo, “Dos notas sobre Carlos Pereyra”, en Cuadernos Políticos, 54-55, mayo-diciembre de 1988.
- Luis Villoro, Adolfo Sánchez Vázquez, et al., En memoria de Carlos Pereyra, UNAM, México, 1989.
- José Woldenberg, “Pereyra y la democracia”, en Theoría. Revista del Colegio de Filosofía, no. 19, junio de 2009.